# 測謊機

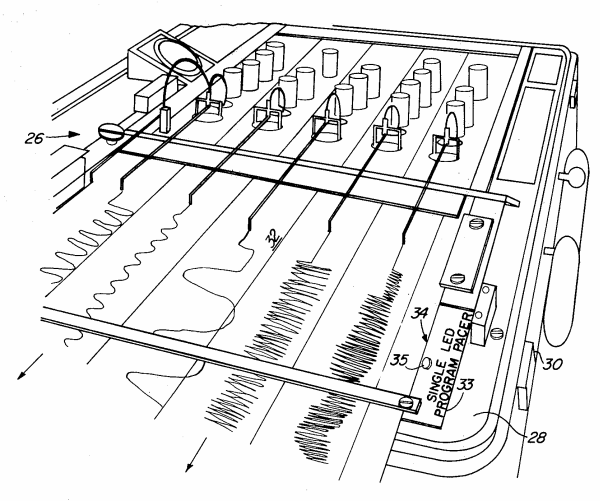
測謊機畫出圖譜

測謊機藉着量度和記錄血壓、脈搏、呼吸和皮膚導電反應等由交感神經引起的生理反應，來判斷正在回答問題的受測者是否說謊。這種儀器現在普遍被認爲是垃圾科学的產品。測謊的原理是認爲説謊會不由自主地引起一系列生理反應，因此根據此類生理反應的變化能透露出受測者是否說謊。然而説謊並沒有特定的生理反應，因而無法判斷測試者是否在説謊。
美國國家科學院在2003年對現有測謊研究進行了全面審查，結論是「幾乎沒有理由期望測謊儀測試具有極高的準確性」。美國心理學會表示「大多數心理學家都認為，幾乎沒有證據表明測謊儀測驗可以準確檢測謊言」。 

## 歷史
1870年，義大利心理學家安格洛·摩梭發現當人害怕或恐懼時，脈搏會變化，最早使用儀器偵訊犯人。1885年，其學生切萨雷·龙勃罗梭發明儀器，量度嫌犯血壓轉變作偵訊用途。1914年，意大利心理學家Vittorio Benussi發現，人在說謊時呼吸的吸氣與呼氣的時間比值會產生變化，並製造儀器量度。1910年代心理學家威廉·莫爾頓·馬斯頓研究用作審問德國戰犯的儀器，量度血壓和皮膚導電率，但最後放棄計劃。
1920年，加利福尼亞大學的約翰勞森發明了一部記錄血壓和皮膚導電率的儀器，被首次應用到警察長奧古斯都·和麥
任內柏克萊警察局的執法上；Leonarde Keeler後來將儀器改良，加上GSR（Galvanic Skin Reflex）製成「Keeler Polygraph」，並發明可攜式測謊機（為現代測謊機之雛形）。至於測謊機的英語"polygraph"，是由James MacKenzie於1906年首次使用，當時他把一部由他製造的測量脈搏儀器命名為"ink polygraph"。他於1915年寫了相關研究的第二份論文，1917年重發相關研究的文章。
1930年代，自稱「測謊機之父」的馬斯頓致力推動測謊機在法庭等領域的應用。1938年他出版了《測謊機測試》（The Lie Detector Test）一書，闡述測謊機原理和應用，同年更現身吉列公司的廣告，聲稱測謊機顯示出吉列的刀片比其他牌子優勝。值得一提的是，由馬斯頓創作（並受其妻子啟發）的漫畫角色神力女超人，其擁有的武器誠實套索，就是使人誠實說出真話的繩套。
1970年，美國Dektor C/S 公司研發聲壓測謊儀（Psychological Stress Evaluation），分析說話聲頻在頻率8至12Hz間的變化情況。1996年，美國國防部發展出電腦化聲紋測謊儀CVSA（Computer Voice Stress Analyzer），可根據受測者說話的聲紋變化測出是否說謊。2001年，美國製造測謊機的三大公司（Lafayette、Stoelting、Axciton）將傳統測謊機電腦化，並配以分析軟體，並加入檢測其他生理反應（如身體晃動程度、手指脈搏波等）。

## 測試技巧
首先，調查員會向受測者講解測謊的程序，強調測謊機可測出謊言，告誡受測者要誠實回答問題，然後受測者開始回答問題。測試大致可分為以下四類：
1. 相關-無關測試（relevant-irrelevant test）
比較受測者回答與案件有關的問題和無關的問題時的生理反應，前者可以是問受測者有否犯案，或是否知道犯人的身份，而無關的問題則不會引起情緒變化（如：「今天是星期五嗎？」）犯案者對與案件有關的問題產生的反應，應會比由無關問題引起的反應強烈，而非犯案者對兩類問題的反應應該差不多。有批評質疑此類測試的可信性，因為測試以質問的形式進行，可能使受測者緊張，其生理反應可能會與因撒謊而引起的反應相混淆。
2. 對照問題測試（control question tests）
比較受測者對以下兩類問題的生理反應：一、與案件有關的問題；二、一些相信會引起非犯案者生理反應的問題（稱作對照問題）。對照問題會問及一些負面的行為，通常是與案件同類的行為，例如在偷竊案中，對照問題可能是「你曾否偷竊？」非犯案者應會對「對照問題」的反應較強烈，而犯案者則應對與案件有關的問題反應較強烈。
3. 罪知感問題測試（concealed information tests（CIT）或guilty knowledge tests（GKT））
受測者會被問及一組相關的與案件細節有關的問題，而這些細節只有犯案者和探員才知道，例如「你從窗戶／大門／陽台進入案發現場」，犯案者應會對含真正答案的問題有較強烈的反應。此類測試只能應用於已發生的案件，難以應用於詳情未明的事件。
4. 緊張高點法（peak-of-tension test）
與CIT類似，分別在於問題是順序發問（如：「被盜的金額是$1,000？$2,000？$3,000？」如此類推），犯案者的生理反應，應會隨着正確答案的逼近而漸強，同時隨着正確答案的遠離是逐漸平復，調查員試圖根據圖譜找出真相。

## 準確度
自推出以來，測謊機的準確性已備受質疑。美国国家科学院（NAS）於2003年發表題為"The Polygraph and Lie Detection"（測謊機與謊言偵察）的研究報告指出，大部分針對測謊機的研究，品質並不理想；經過挑選，該報告找出57個使用「足夠的嚴謹科學方法」的研究。綜合該批研究，報告指測謊機測試對找出真相「較純粹靠運氣強，但決未能盡善盡美」。報告同時指出，該批報告仍然可能高估了測謊機的準確性，故得出的測謊機準確度仍較真實的為高。對於測謊機的準確度，美國國會的美國科技評鑑處在NSA的報告之前所發表的報告結果，與NSA的報告相符。

### 江國慶案
1996年9月12日，一名女童於臺灣臺北市空軍作戰司令部營區內遭到姦殺身亡，調查局對可能涉案的士兵江國慶實施測謊檢測，結果未通過，江國慶在1997年8月13日遭執行槍決。2011年1月28日，由臺北地檢署傳喚許榮洲到案說明，經由檢察官訊問後，許榮洲坦承是犯下空軍女童性侵命案的真兇，但之後發現許榮洲是遭到刑求才自白的，故真兇至今可能仍逍遙法外。